# Договор о вечной дружбе между Казахстаном, Кыргызстаном и Узбекистаном
Договор о вечной дружбе между Республикой Казахстан, Кыргызской Республикой и Республикой Узбекистан — международный документ об экономическом единстве и дружбе республик Центральной Азии. Принят 9—10 января 1997 года на саммите в городе Бишкек. Договор о вечной дружбе подытожил встречи президентов Казахстана, Кыргызстана и Узбекистана в Алма-Ате (1993), Чолпон-Ате (1994), Ташкенте (1996). Подписан Н. Назарбаевым, А. Акаевым, И. Каримовым. Государства обязались уважать независимость, суверенитет каждой республики, всесторонне поддерживать друг друга, развивать содружество.